# ساملزبری
ساملزبری (به انگلیسی: Samlesbury) یک روستا و محله مدنی در بریتانیا است که در South Ribble واقع شده‌است. ساملزبری ۱٬۲۰۶ نفر جمعیت دارد.